# Anne-Marie Gélinas (productrice)
Pour les articles homonymes, voir Anne-Marie Gélinas (homonymie) et Gélinas.
Anne-Marie Gélinas est une productrice québécoise née le 18 juin 1964 à Montréal, au Québec. Elle est la présidente d’EMA Films, une compagnie de production qu’elle a fondée en 2008.

## Biographie
Elle a longtemps occupé le poste de présidente et directrice-générale de Productions Jeux d’Ombres, une société qu’elle a cofondée en 1990, après l’obtention de son baccalauréat ès Arts du programme de Communications de l’Université Concordia. Elle a récemment complété un Diplôme d’Études Supérieures Spécialisées en gestion des organismes culturels à HEC Montréal. Elle participe également aux négociations d’ententes collectives pour l’Association des producteurs de film et de télévision du Québec (APFTQ). Elle a été membre du conseil d’administration des Femmes du cinéma, de la télévision et des médias numériques (FCTMN). ainsi que de celui du Cinéma Parallèle, organisme qui a suspendu ses activités en 2015. 
Au sein de Jeux d’Ombres (1993-2008), elle a produit des longs métrages d’auteurs qui ont été vus partout dans le monde, tels que Zigrail d’André Turpin (1995), Le Goût des jeunes filles écrit par Dany Laferrière et réalisé par John L'Ecuyer (2004), These Girls de John Hazlett (2005) et Où vas-tu Moshé ? de Hassan Benjelloun (2007), des documentaires comme L’Espoir au cœur du ghetto de Peter Farbridge (2003) et Le Doigt dans l’œil de Julien Fréchette (2007), ainsi que la chronique de voyage télévisée Hakuna Matata (2007).
Anne-Marie a fondé EMA Films en 2008 pour produire des films, documentaires et projets web indépendants. En 2010, la première série documentaire de la société : De Dakar à Bandiagara a été diffusé sur les ondes de Évasion. En 2011, elle a terminé la coproduction France/Canada/Israël : Une Bouteille dans la mer de Gaza (ou Une bouteille à la mer de Thierry Binisti) qui est sorti en salles au Québec le 23 mars 2012. 
En 2011, elle a été productrice déléguée pour le film Rebelle de Kim Nguyen, tourné à Kinshasa au Congo. Le film a remporté l'Ours d'Argent à Berlin pour meilleure interprétation féminine (remis à Rachel Mwanza) ainsi que le prix du meilleur film au Festival de Tribeca. Parallèlement, elle a produit le film de science-fiction Mars et Avril de Martin Villeneuve, qui est sorti le 12 octobre 2012.
En 2015, Anne-Marie Gélinas produit le film Turbo Kid, une coproduction Canada/Nouvelle-Zélande qui a été présentée en première mondiale au Festival de Sundance. Le film est réalisé par Anouk Whissell, François Simard et Yoann-Karl Whissell.
En 2017, deux films ont été produits : Radius, un thriller sci-fi de Caroline Labrèche et Steeve Léonard, présenté en première mondiale au festival de film Fantasia, Fisk - Untitled Portrait, un court documentaire de Alejandro Alvarez Cadilla, qui est présenté en première mondiale au Festival de courts métrages de Palm Springs et Comme un caillou dans la botte, documentaire de Hélène Choquette.
En 2018, Anne-Marie Gélinas coproduit, avec la Belgique et le Luxembourg, Troisièmes noces, de David Lambert, avec Rachel Mwanza et Bouli Lanners.
En 2019, le documentaire Lepage au Soleil : à l’origine de Kanata, réalisé par Hélène Choquette, explore le processus de création de la pièce Kanata, mise en scène par Robert Lepage, avec la troupe du Théâtre du Soleil, d'Ariane Mnouchkine.
En 2020, trois films sont produits : la comédie d'horreur Slaxx (en), réalisée par Elza Kephart, le drame Le Lac des secrets (The Winter Lake) réalisé par Phil Sheerin, coproduit avec l'Irlande et le premier long métrage de Tracey Deer intitulé Beans. Ce dernier a été sélectionné dans de nombreux festivals tant au Canada (Toronto, Vancouver, Yukon), qu'aux États-Unis (Miami, New York, Seattle, Milwaukee, Minneapolis) qu'en Allemagne (Berlinale, section Generation Kplus), au Brésil (Sao Paulo) et au Mexique (Los Cabos). Il est gagnant au WGC Sceenwritting Awards (long métrage de fiction), au DGC Discovery Award, ainsi que de deux prix aux Prix Écrans canadiens 2021 (meilleur film et Prix John Dunning pour le meilleur premier long métrage).

## Filmographie
- 1995 : Zigrail d'André Turpin
- 1997 : Burnt Eden d'Eugene Garcia
- 1998 : Oh Mother! (documentaire) de Sandra Dametto et Sarah Morley
- 2000 : Méchant Party de Mario Chabot
- 2001 : Ne dis rien de Simon Lacombe
- 2001 : Des enfants de trop… (court métrage) de Myreille Bédard
- 2003 : Change From Within (documentaire) de Peter Farbridge
- 2004 : Le Goût des jeunes filles de John L'Ecuyer
- 2005 : Big Money (court métrage) d'Adrian Wills
- 2005 : These Girls de John Hazlett
- 2007 : Où vas-tu Moshé? de Hassan Benjelloun
- 2007 : Hakuna Matata (série télé en 13 épisodes)
- 2007 : Le doigt dans l’œil (documentaire) de Julien Fréchette
- 2008 : Avant-goût de printemps (court métrage) de Jean-François Nadeau
- 2009 : The Bend de Jennifer Kierans
- 2010 : A Flesh Offering de Jeremy Torrie
- 2010 : De Dakar à Bandiagara (série télé en 13 épisodes)
- 2011 : Une bouteille à la mer de Thierry Binisti
- 2012 : Rebelle de Kim Nguyen
- 2012 : Mars et Avril de Martin Villeneuve
- 2015 : Turbo Kid de par Anouk Whissell, François Simard et Yoann-Karl Whissell
- 2015 : Chienne de vie (documentaire) de Hélène Choquette
- 2016 : Mobile étoile de Raphaël Nadjari
- 2016 : The Sun At Midnight de Kirsten Carthew
- 2017 : Radius de Caroline Labrèche et Steeve Léonard
- 2017 : Fisk - Untitled Portrait (court métrage) d'Alejandro Alvarez Cadilla
- 2017 : Comme un caillou dans la botte (documentaire) de Hélène Choquette
- 2018 : Troisièmes noces de David Lambert
- 2019 : Lepage au Soleil - à l'origine de Kanata (documentaire) de Hélène Choquette
- 2020 : Slaxx (en), de Elza Kephart
- 2020 : The Winter Lake (en), de Phil Sheerin
- 2020 : Beans, de Tracey Deer

## Distinctions
- 1997 : Prix du « Meilleur film indépendant canadien » au Festival international du nouveau cinéma et des nouveaux médias de Montréal pour Burnt Eden
- 2007 : Prix du « Meilleur film » et « Choix du public » au Festival de Films de Portneuf sur l’environnement pour Le doigt dans l’œil
- 2016 : Prix du Meilleur film International remis durant les Saturn Awards.
- 2021 : Prix du meilleur film aux Prix Écrans canadiens

## Annexe